# جرج کلینتون (موسیقی‌دان)
جرج کلینتون (انگلیسی: George Clinton؛ زادهٔ ۲۲ ژوئیهٔ ۱۹۴۱) موسیقی‌دان اهل ایالات متحده آمریکا است. او از سال ۱۹۵۵ میلادی تاکنون مشغول فعالیت بوده و به همراه جیمز براون و اسلای استون از پیشگامان مسلم موسیقی فانک به‌شمار می‌رود.
کلینتون مغز متفکر گروه‌های مهمی همچون فانکادلیک و پارلمنت بود.